# Julie Doiron
Julie Doiron, född 28 juni 1972 i Moncton, New Brunswick, är en kanadensisk singer-songwriter av akadiskt ursprung. Doiron bor för närvarande i Sackville, New Brunswick med sina tre barn Ben, Charlotte och Rose, men hon har även bott i Moncton, Montréal och Toronto.

## Karriär
Doiron började spela gitarr (hon bytte senare till bas) i Eric's Trip vid arton års ålder. Hon gick med i bandet efter att hennes dåvarande pojkvän Rick White, som också var med i bandet, insisterade. Kort innan bandet splittrades 1996 gav hon ut ett soloalbum under namnet Broken Girl, som följde på två tidigare sjutumssinglar under samma namn. Allt senare material har emellertid givits ut under hennes eget namn. Det mesta av hennes solomaterial är skrivet och framfört på engelska, men hon har även gett ut ett album med material på franska – Désormais.
1999 spelade Doiron in ett album med Ottawa-bandet Wooden Stars. Det var första gången hon arbetade med ett band sedan Eric's Trips splittring. Hon vann en Juno Award för albumet Julie Doiron and the Wooden Stars i mars 2000.
Doiron har varit gästmusiker på album av The Tragically Hip (2000 års Music at Work), Gordon Downie (2001 års Coke Machine Glow och 2003 års Battle of the Nudes), och Herman Düne. Hon har också gett ut en splitskiva med alt-country-bandet Okkervil River och samarbetat med Washington-musikern Phil Elverum på 2008 års Mount Eerie-album Lost Wisdom. Hon spelade med indierockbandet Shotgun & Jaybird fram till de lade av 2007, men hon och Fred Squire har fortsatt under namnet Calm Down It's Monday.
Doirons album Woke Myself Up nominerades till 2007 års Polarispris.
2009 berättade Doiron för en reporter från The Strand, en collegetidning vid University of Toronto, att hon och Chad VanGaalen för tillfället utforskar möjligheten att samarbeta på ett album.
Under turnén som följde på 2009 års album I Can Wonder What You Did with Your Day utropade borgmästaren i Bruno i Saskatchewan den 7 juni 2009, då hon uppträdde på stadens konstcentrum, till "Julie Doiron Day".
Utöver musiken är Doiron även en entusiastisk fotograf, och har publicerat en bok med sina fotografier, The Longest Winter, med text av Ottawa-författaren Ian Roy. Hon gör ofta sina egna promotion-foton och skivomslag tillsammans med sin exmake, målaren Jon Claytor.

## Samarbeten
- Medverkade på 2005 års Herman Düne-album Not On Top, där hon spelade bas och sjöng
- Sjöng på flera spår på 1999 års Wooden Stars-album The Moon
- Sjöng på 2001 års Snailhouse-album The Opposite Is Also True
- Sjöng på 2007 års Baby Eagle-album No Blues
- Sjöng på Attack in Blacks låt "I'm A Rock" på Autumnal Tour 2008 7"

## Diskografi
- Dog Love Part 2 7" (som Broken Girl) (Sappy Records) – 1993
- Nora 7" (som Broken Girl) (Sappy) – 1995
- Broken Girl (Sub Pop, Sappy) – 1996
- Loneliest in the Morning (Sub Pop, Jagjaguwar) – 1997
- Will You Still Love Me? (Tree Records, Sappy) – 1999
- Julie Doiron and the Wooden Stars (Tree, Sappy) – 1999
- Julie Doiron and the Wooden Stars - Who will be the one 7" (plumline) – 1999?
- Désormais (Jagjaguwar, Endearing Records) – 2001
- Heart and Crime (Jagjaguwar, Endearing) – 2002
- Julie Doiron / Okkervil River (split med Okkervil River) (Acuarela) – 2003
- Will You Still Love Me? + Julie Doiron and the Wooden Stars ("Japan Edition", dubbel-cd med originalbooklet)(P-VINE Record, Japan) – 2003
- Heart and Crime + Désormais ("Japan Edition", dubbel-cd med originalbooklet)(P-VINE Record, Japan) – 2003
- Goodnight Nobody (Jagjaguwar, Endearing) – 2004
- Woke Myself Up (Jagjaguwar, Endearing) – 2007
- Lost Wisdom (Mount Eerie med Julie Doiron och Fred Squire) – 2008
- I Can Wonder What You Did with Your Day (Jagjaguwar, Endearing) – 2009
- Dan, Fred & Julie (med Dan Romano och Fred Squire) (You've Changed Records) - 2009